# Schwarzmaar
Schwarzmaar is een plaats in de Duitse gemeente Weilerswist, deelstaat Noordrijn-Westfalen, en telt 515 inwoners.